# Melaleuca sciotostyla
Melaleuca sciotostyla är en myrtenväxtart som beskrevs av Bryan Alwyn Barlow. Melaleuca sciotostyla ingår i släktet Melaleuca och familjen myrtenväxter. Inga underarter finns listade i Catalogue of Life.